# Nikołaj Nankow
Nikołaj Nankow Nankow, bułg. Николай Нанков Нанков (ur. 19 grudnia 1983 w Sewliewie) – bułgarski polityk, poseł do Zgromadzenia Narodowego, wiceminister, a w latach 2017–2018 minister rozwoju regionalnego i robót publicznych.

## Życiorys
Absolwent geografii i geologii, uzyskał magisterium z zarządzania i rozwoju regionalnego na Uniwersytecie Sofijskim im. św. Klemensa z Ochrydy. Pracował przy projektach związanych z wykorzystywaniem funduszy europejskich.
Zaangażował się w działalność polityczną w ramach partii GERB. W latach 2009–2011 kierował administracją obwodu Łowecz. W latach 2011–2013 i 2014–2017 był wiceministrem rozwoju regionalnego w dwóch pierwszych rządach Bojka Borisowa. W maju 2013 uzyskał mandat deputowanego do Zgromadzenia Narodowego 42. kadencji. Z powodzeniem ubiegał się o poselską reelekcję w wyborach w październiku 2014, marcu 2017, kwietniu 2021, lipcu 2021, listopadzie 2021, październiku 2022, kwietniu 2023, czerwcu 2024 i czerwcu 2024.
W maju 2017 otrzymał nominację na ministra rozwoju regionalnego i robót publicznych w trzecim gabinecie Bojka Borisowa. Zakończył urzędowanie we wrześniu 2018. W następnym miesiącu ponownie został wiceministrem w tym resorcie. Pełnił tę funkcję do 2021.